# ماروویرو
ماروویرو (به لاتین: Maroviro) یک منطقهٔ مسکونی در ماداگاسکار است که در Bekily District واقع شده‌است.
 ماروویرو  ۱۳٬۰۰۰ نفر جمعیت دارد.